# 木津卸売市場
大阪木津卸売市場（おおさかきづおろしうりしじょう）は、大阪市浪速区にある民営の卸売市場。通称木津市場（きづいちば）。木津卸売市場、大阪木津市場、大阪木津地方卸売市場とも表記される。
グルメ杵屋の社内カンパニーである「グルメ杵屋大阪木津市場カンパニー」が運営している。

## 概要
民営の卸売市場としては、全国有数の取り扱い実績を誇る。また、大阪府内の中央卸売市場を除く公設及び民設の卸売市場の中で唯一水産と青果の双方を取扱品目としている。
1万7500平方メートル（延べ床面積2万4800平方メートル）の敷地内に青果や水産物のセリ場を設け、約150店舗の卸商が入居する。飲食店や食材センター（業務用スーパー）、スーパー銭湯も併設している。
2010年11月から、毎月第2・最終土曜日に「木津の朝市」を開催している。当日は魚介類や精肉などが安値で購入できるほか、各店で行われるセリに初心者も参加でき、市場体験ができる。マグロの解体ショーなどイベントも行われる。

## 沿革
- 1714年（正徳4年）- 野立ち売りが始まる。
- 1810年（文化7年）- 大阪代官篠山十兵衛景義の斡旋により正式に市場として官許される。
- 1913年（大正2年）- 難波青物市場と木津魚市場が合併し、木津難波魚青物市場と称する。
- 1923年（大正12年）- 中央卸売市場法が施行され、閉鎖が命じられる。
- 1931年（昭和6年）- 大阪中央市場配給所木津難波市場として自主運営が認められる。
- 1945年（昭和20年）- 空襲をうけ、廃墟となる。
- 1950年（昭和25年）- 大阪木津市場株式会社が設立され、市場再開。
- 1953年（昭和28年）- 木津信用組合の前身となる扶助組織を設立。
- 1973年（昭和48年）- 大阪木津地方卸売市場と改称。
- 1995年（平成7年）- 木津信用組合が経営破綻。
- 1998年（平成10年）- 機動的な経営を行うため、開設者業務を大阪木津市場株式会社、デベロッパー業務を大阪食スタジアム株式会社に分離分割。
- 2003年（平成15年）- 分割した2社を再統合し、大阪木津市場に商号を変更。グルメ杵屋の子会社になる。
- 2007年（平成19年）- 40億円をかけて市場全体のリニューアル工事開始。
- 2008年（平成20年）- 大阪木津市場が大阪木津魚市場株式会社を子会社とする。
- 2009年（平成21年）- 大阪木津市場が子会社の大阪木津魚市場株式会社を吸収合併。水産物部卸売（荷受）業務開始。
- 2010年（平成22年）- 食材センターやスーパー銭湯などを新たに併設し、グランドオープン。一般客も受け入れる施設に転換した[5]。
- 2021年（令和3年）
  - 7月1日 - 親会社である株式会社グルメ杵屋が大阪木津市場株式会社を吸収合併。社内の一部門（社内カンパニー）となる[6]。
  - 10月 - 青果部卸売会社であった南大果が営業を終了（廃業）。

## アクセス
- Osaka Metro御堂筋線・四つ橋線大国町駅徒歩3分
- 南海高野線今宮戎駅徒歩4分
- Osaka Metro堺筋線恵美須町駅徒歩8分